# Time Enough for Love
Time Enough for Love é um romance de ficção científica de Robert A. Heinlein, publicado pela primeira vez em 1973. O trabalho foi indicado para o Nebula Award de Melhor Romance em 1973, e tanto aos prêmios Hugo e o Locus em 1974.

## Enredo
O livro aborda vários períodos da vida de Lazarus Long (nome de nascimento: Woodrow Wilson Smith), os mais antigos seres humanos, agora com mais de dois mil anos de idade.
A primeira metade do livro tem a forma de várias novelas ligadas pela narrativa retrospectiva de Lazarus. Na narrativa moldura, Lázaro decidiu que a vida não vale a pena, mas (o que é descrito como um mecanismo reverso do cenário de Arabian Nights) concorda em não acabar com a sua vida, enquanto seu companheiro, o chefe executivo das famílias Howard, e descendente de Ira Weatherall, ouvirem suas histórias.

## Temas
A ligação entre a maioria das histórias é de que eles são um exame de desconstrução do incesto. No contexto de seus "contos", Heinlein examina a moralidade de uma variedade de possíveis situações incestuosas: a partir de "gêmeos" alheios, para não relacionados pai-filho, para parentes distantes, e, finalmente, quando Lázaro dorme com sua própria mãe. Heinlein parece concluir que, na ausência de risco genético, ele não é imoral.

## Recepção
John Leonard, escrevendo no The New York Times, elogiou o Time Enough for Love como "um grande entretenimento", declarando que "não importa [que] todos os seus personagens soam e comportam-se exatamente o mesmo; é porque o homem é um mestre da distração. Ele puxa tão fortes o sentimento que a descrença não é apenas suspensa, é abolida".
Theodore Sturgeon analisou o romance favoravelmente, citando "o fascínio de ver a mente de um homem cujo alcance sempre exceder seu limite, mas que nunca vai parar de chegar".

## Edições
- 1973, Ace, capa dura, ISBN 0-7394-1944-7
- 1 de junho de 1973, Putnam Pub Grupo, capa dura, 605 páginas, ISBN 0-399-11151-4
- 1974, Berkley Medalhão de Livros, em brochura, ISBN 0-425-02493-8
- De dezembro de 1976, Berkley Publishing Group, brochura, ISBN 0-425-03471-2
- De outubro de 1978, Berkley Publishing Group, brochura, ISBN 0-425-04373-8
- De março de 1980, Berkley Publishing Group, brochura, ISBN 0-425-04684-2
- 15 de dezembro de 1981, Berkley, brochura, ISBN 0-425-05490-X
- De dezembro de 1982, Berkley Publishing Group, brochura, ISBN 0-425-06126-4
- De novembro de 1983, Berkley Publishing Group, brochura, ISBN 0-425-07050-6
- De setembro de 1984, Berkley Publishing Group, brochura, ISBN 0-425-07990-2
- De novembro de 1986, Berkley Publishing Group, brochura, ISBN 0-425-10224-6
- De novembro de 1994, Ace Books, ISBN 99948-63-95-9
- 1 de novembro de 1994, Ás Livros, em brochura de reemissão de edição, xvii+589 páginas, ISBN 0-441-81076-4
- 1 de janeiro de 2000, Blackstone, livros de áudio, leitor de audiobook, ISBN 0-7861-1876-8
- 1 de janeiro de 2000, Blackstone, livros de áudio, leitor de audiobook, ISBN 0-7861-1894-6
- 1 de dezembro de 2004, Blackstone Audiobooks, ISBN 0-7861-8961-4